# The Undergrave Experience
The Undergrave Experience ist eine 2010 gegründete Funeral-Doom-Band.

## Geschichte
Das Projekt The Undergrave Experience entstand 2010 als Weiterentwicklung des seit dem Jahr 2005 aktiven Black-Metal-Projektes DUMP. Das Projekt wurde von  dem Sänger, Keyboarder und Gitarristen Marcel „Mors Taetra“ als Soloprojekt in Mailand gegründet. Im gleichen Jahr veröffentlichte The Undergrave Experience mit Macabre – Il richiamo delle ombre das über Solitude Productions erschienene Debüt. Als Schlagzeuger agierte Andrea „Mephisto“ Lobbia. Rezensionen des Albums variierten von besonders positiven bis zu negativen Bewertungen. Nachfolgende Veröffentlichungen blieben aus. Auftritte und Auftragsarbeiten zur Untermalung von Horrorfilmen absolvierte The Undergrave Experience indes.

## Stil
Die Musik der Gruppe wird dem Funeral Doom zugerechnet und mit Genre-Interpreten wie Urna und Arcana Coelestia vergleichend als Funeral Doom mit Einflüssen aus Horrorfilmen und besonders Giallo von Argento und Fulci beschrieben. Die Musik vermittele „ein barockes und exquisites Gefühl“ zwischen Horrorfilmen und Funeral Doom. Entsprechend dieser Ausrichtung wurde Macabre – Il richiamo delle ombre, neben Metal-Medien auch von Horror-Webzines besprochen.

„Fans des vielgepriesenen italienischen Horrorfilmgenres werden sich bereits der Tendenz bewusst sein: anschaulich schockierende Gewalt mit bedrohlicher Surrealität vermischt. Fans der italienischen experimentellen und Underground-Musik-Szene wird genauso die Betonung des künstlerischen Perfektionismus bei der Vermengung verschiedener Einflüsse vertraut sein.“

Während die Gruppe lyrisch „neben langen Schatten und tiefster Trauer auch schon mal Zombies, die aus den Gräbern steigen“ beschreibt und so dem selbst gesetzten Horrortopoi nachgeht bleibt die Musik den Stereotypen des Funeral Doom treu: „Langsam, schleppend, verzweifelt, hoffnungslos. Verpackt in zwei langgestreckte Songs. Und mit den gewohnten Zutaten in Szene gesetzt: Da gibt es neben zähfließenden Rhythmen, tiefen Gitarrenakkorden und grabesfinsteren Vocals eben auch Klavierklänge – einzelne Töne, einsam, erstarrt, bis ein eisiger Lufthauch das letzte Fünkchen Leben auslöscht.“

## Diskografie
- 2010: Macabre – Il richiamo delle ombre (Album, Solitude Productions)